# Удмуртский Лем
Удмуртский Лем — деревня в Дебёсском районе Удмуртской Республики России.

## География
Деревня находится в восточной части республики, в зоне хвойно-широколиственных лесов, в пределах Верхнекамской возвышенности, на расстоянии примерно 17 километров (по прямой) к востоку от села Дебёсы, административного центра района.

### Климат
Климат характеризуется как умеренно континентальный, с продолжительной холодной многоснежной зимой и относительно коротким тёплым летом. Среднегодовая многолетняя температура воздуха составляет 2,7 °С. Средняя температура воздуха самого тёплого месяца (июля) — 18,7 °C (абсолютный максимум — 36,6 °C); самого холодного (января) — −13,5 °C (абсолютный минимум — −47,5 °C). Среднегодовое количество атмосферных осадков составляет около 500 мм, из которых большая часть выпадает в тёплый период.

## История
До апреля 2021 года входила в сельское поселение Заречномедлинское. Оно упразднено Законом Удмуртской Республики от 30.04.2021 № 40-РЗ к 23 мая 2021 года в связи с преобразованием муниципального района в муниципальный округ.

## Население
| 2010 | 2012 |
| ---- | ---- |
| 240  | ↗241 |

### Национальный состав
Согласно результатам переписи 2002 года, в национальной структуре населения удмурты составляли 94 % из 277 чел.

## Инфраструктура
Личное подсобное хозяйство. Действует начальная школа — сад-ясли.
Основа экономики — сельское хозяйство.

## Транспорт
Деревня доступна автотранспортом.